# Barbaresco (Piemont)
Barbaresco ist eine Gemeinde in der italienischen Provinz Cuneo, Region Piemont. 

## Lage und Einwohner
Barbaresco liegt 75 km nordöstlich von der Provinzhauptstadt Cuneo entfernt am Fluss Tanaro, in der Weinregion Langhe. Die Gemeinde umfasst eine Fläche von 7 km² und hat 607 Einwohner (Stand 31. Dezember 2023). Zur Gemeinde zählen auch die beiden Weiler Pertinace und Tre Stelle. 
Die Nachbargemeinden sind: Alba, Castagnito, Guarene, Neive und Treiso.

## Geschichte
Auch wenn der Gründungszeitraum nicht genau bestimmt werden kann, geht man davon aus, dass die Entstehung eher in der Antike liegt. Einige Gelehrte glauben tatsächlich, dass der erste Kern des Dorfes auf Initiative der ligurischen Bevölkerung zur Zeit der römischen Eroberung des Gebiets entstand. Andere glauben jedoch, dass die Barbaren, auf die sich der Name bezieht, zu Gruppen von Germanen gehörten, möglicherweise Überresten von Alarichs Truppen, die sich vor den Toren Albas niederließen. Diese These scheint durch das Vorhandensein des Suffixes -ISCUS im Namen bestätigt zu werden, das sich durch den Einfluss des germanischen -ISK verbreitete, das bei der Bildung von Adjektiven verwendet wurde. Der vom lateinischen BARBARUS abgeleitete Ortsname „Ausländer, der die Sprache schlecht spricht“ weist daher auf die Ansiedlung einer Gruppe von Ausländern in einem von Römern bewohnten Gebiet hin. 
Im Mittelalter gehörte es zum Besitz der Benediktinermönche von Fruttuaria. Lange Zeit zwischen Alba und Asti umkämpft, gelangte es an die Markgrafen von Monferrato und Ende des 17. Jahrhunderts an die Savoyer.
Zu den historisch wertvollen Gebäude zählen die Pfarrkirche San Giovanni Battista, in deren Inneren sich ein Chor und ein Altar aus polychromem Marmor von feiner Arbeit befinden und das mittelalterliche Schloss, das im Barock renoviert und als herrschaftlicher Wohnsitz genutzt wurde; ein 30 Meter hoher quadratischer Turm, der möglicherweise um das Jahr 1000 auf einem römischen Aussichtsturm errichtet wurde. Dieser Turm wurde umfangreich renoviert und ist seit Juli 2015 für die Öffentlichkeit zugänglich.

## Bildgalerie

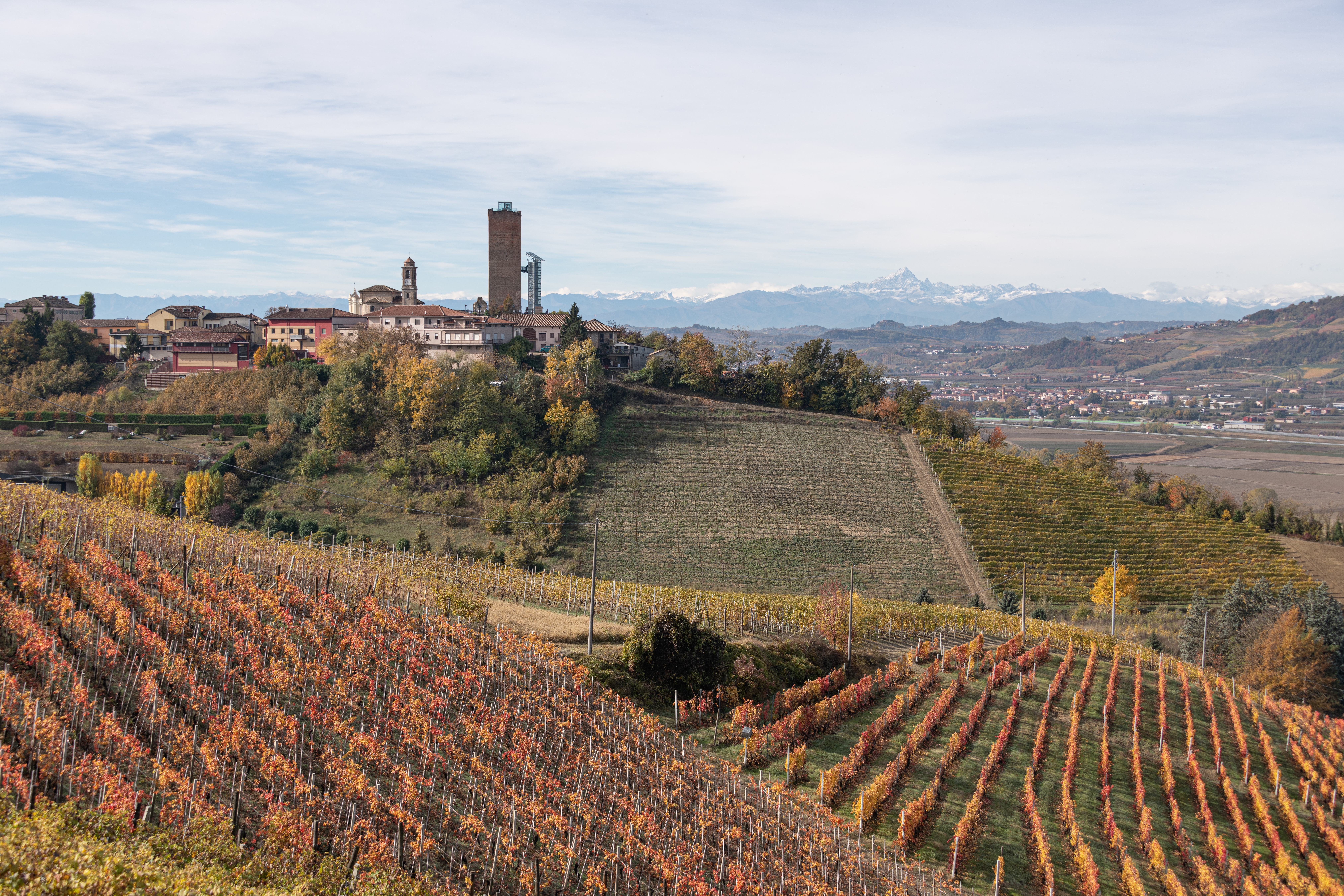
Panorama
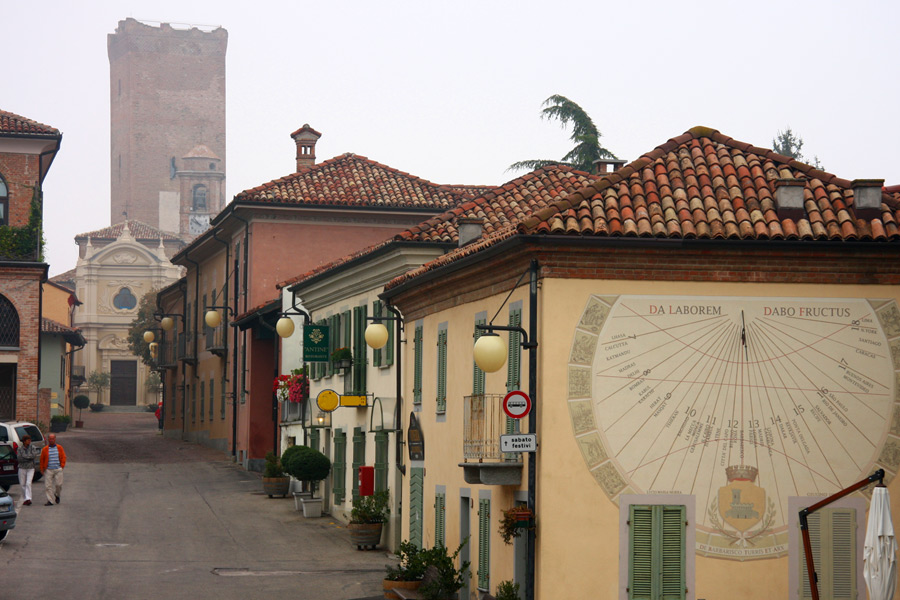
Straße in Barbaresco
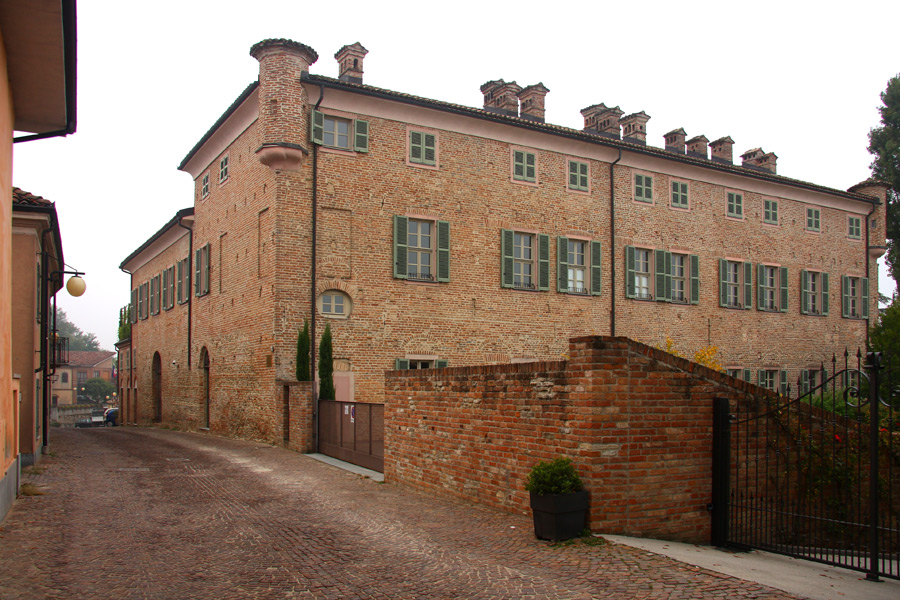
Das Schloss – Il castello
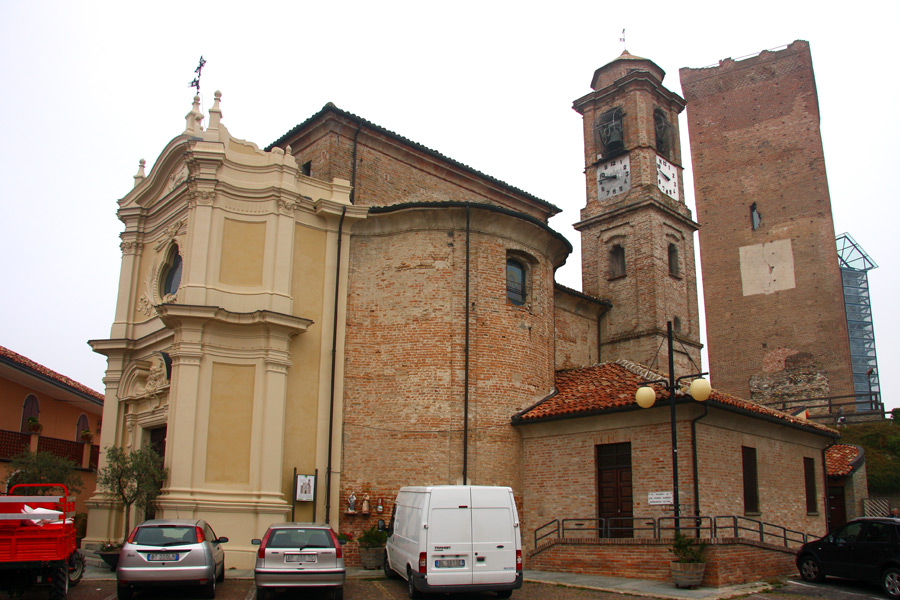
Die Pfarrkirche San Giovanni Battista und der mittelalterliche Turm
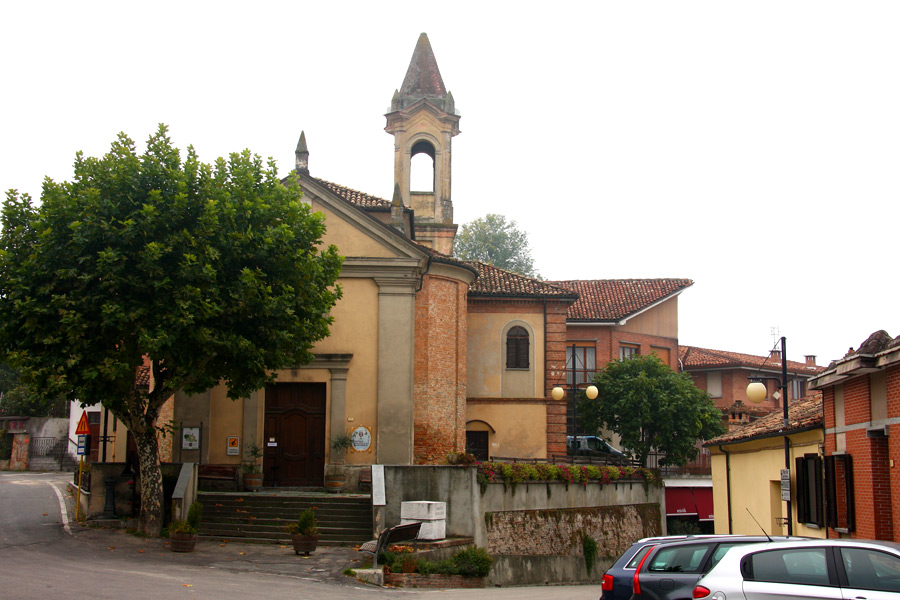
Die Kirche San Donato, die heute die regionale Enothek für Barbaresco-Wein beherbergt (l’enoteca regionale del Barbaresco)
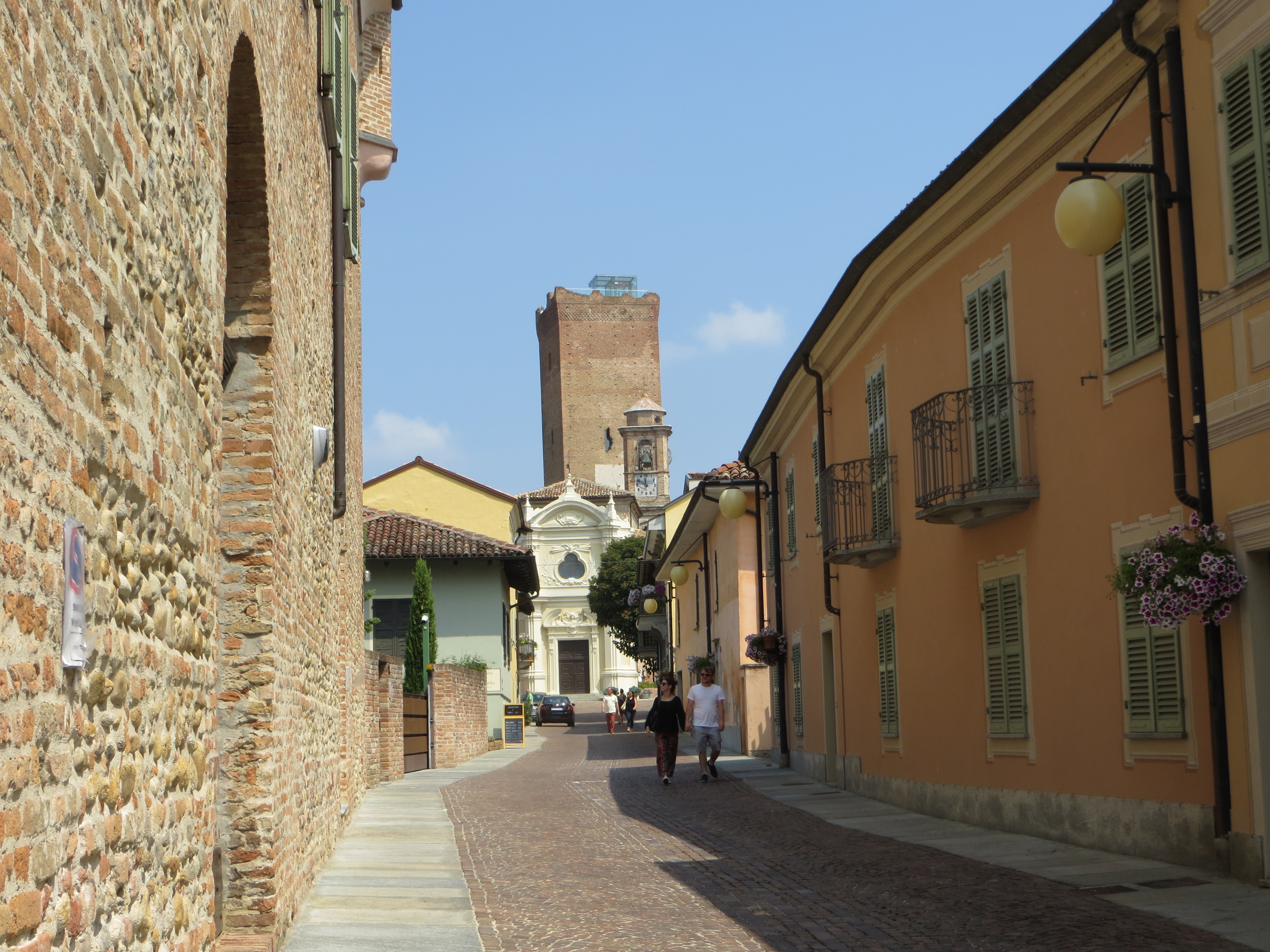
Zentrum von Barbareso

## Weinbau
In der Gegend um Barbaresco wird der gleichnamige Rotwein angebaut. Es werden Reben für den Dolcetto d’Alba, einen Rotwein mit DOC Status angebaut. Der Barbaresco wird auch „Wein der Königin“ genannt.

## Sport
Im Jahr 2024 führte die Tour de France auf der 3. Etappe durch Barbaresco. Auf der SP3 (Strada Bernino) wurde mit der Côte de Barbaresco (263 m) eine Bergwertung der 4. Kategorie abgenommen. Diese wies auf einer Länge von 1,5 Kilometern eine durchschnittliche Steigung von 6,5 % auf. Sieger der Bergwertung wurde der im nahegelegenen Alba geborene Italiener Matteo Sobrero.